# 최덕수
최덕수(崔德壽, 1968년~1988년 5월 26일)은 전북 정주시(현재 정읍시) 농민 최종철씨의 4남 1여중 막내로 태어났다. 전라북도 정읍시 흑암동의 배영고등학교를 거쳐 단국대학교에 입학하였지만 가정형편으로 휴학하고 1988년 5월 18일 단국대에서 분신하여 8일만에 숨진 5.18 광주민주화운동의 민주해방열사이다.
그는 단국대 천안캠퍼스 내에서 광주영령 추도식 도중 "광주항쟁진상규명"과 "국정조사권발동"을 외치며 분신했다. 1987년 6월 항쟁에도 불구하고 5공 진상이 유야무야되는 현실에 온 몸을 던져 경종을 울리기 위해서였다. 그가 세상에 태어난지 20년이 넘어가는 해였다.

## 약력
- 1968년 정읍시에서 태어남
- 1984년 전라북도 정읍시 흑암동 배영고등학교 입학
- 1987년 단국대학교 천안캠퍼스 법학과 입학
- ‘서도회’써클 가입, 활동
- ‘호남향우회’회장 역임
- ‘동학운동사 연구회’가입, 활동
- 1988년 1학기 가정형편으로 휴학
- 1988년 5월 17일 단국대 교내 광주영령 추모식에서 광주항쟁성명서 낭독
- 1988년 5월 18일 단국대 교내시계탑 앞에서 11시경 분신
- 1988년 5월 26일 13:30 한강성심병원에서 분신 9일 만에 운명
- 1988년 5월 30일 광주 망월동 민족민주열사 묘역에 안장

## 추모사업회
- 1988년 이후 매년 5.18광주민중항쟁 기념식 및 최덕수 열사 추모제 거행
- 1996년 녹두사랑청년회의 제안으로 배영고 교정에 추모비 건립, 추모비 건립을 계기로 추모사업회 결성
- 2000년 1월 추모사업회 정기총회에서 추모 조형물 건립 추진
- 2003년 정읍시 예산안 5000여만원과 자체모금액 1000여만원으로 추모조형물 건립, 최덕수 열사 민주화운동 유공자로 인정되어 명예회복됨
- 2004년 명예회복에 따라 애절한 추모제 형식에서 "열사정신계승 시민문화제"로 변경 개최 시작
- 2008년 20주기를 맞아 시민사회단체, 모교와 동문, 열사의 동기와 선후배들이 광범위하게 참여하는 최덕수열사 20주기 추모사업준비위원회 결성.